# Skräppsläktet
Skräppsläktet (Rumex) är ett släkte i familjen slideväxter. Flera arter innehåller oxalsyra och är smakliga, även om oxalsyra kan vara skadligt i stora mängder. Vissa arter odlas som grönsaker (trädgårdssyra), särskilt i östra Europa.

## Etymologi
Namnet skräppa har använts även om andra växter, till exempel om pestskråp, tussilago, kardborresläktet och andra. Gemensamt för dessa är att de har stora, breda, långskaftade blad (se till exempel H. C. Andersens Den fula ankungen, där ankungarna kläcks "under skräppebladen".). Enligt Svenska Akademiens ordbok kommer namnet skräppa från fornsvenska verbet skräppa (skryta, väsnas) "med tanke på att växternas stora blad ge ljud ifrån sig, då regn slår mot dem".

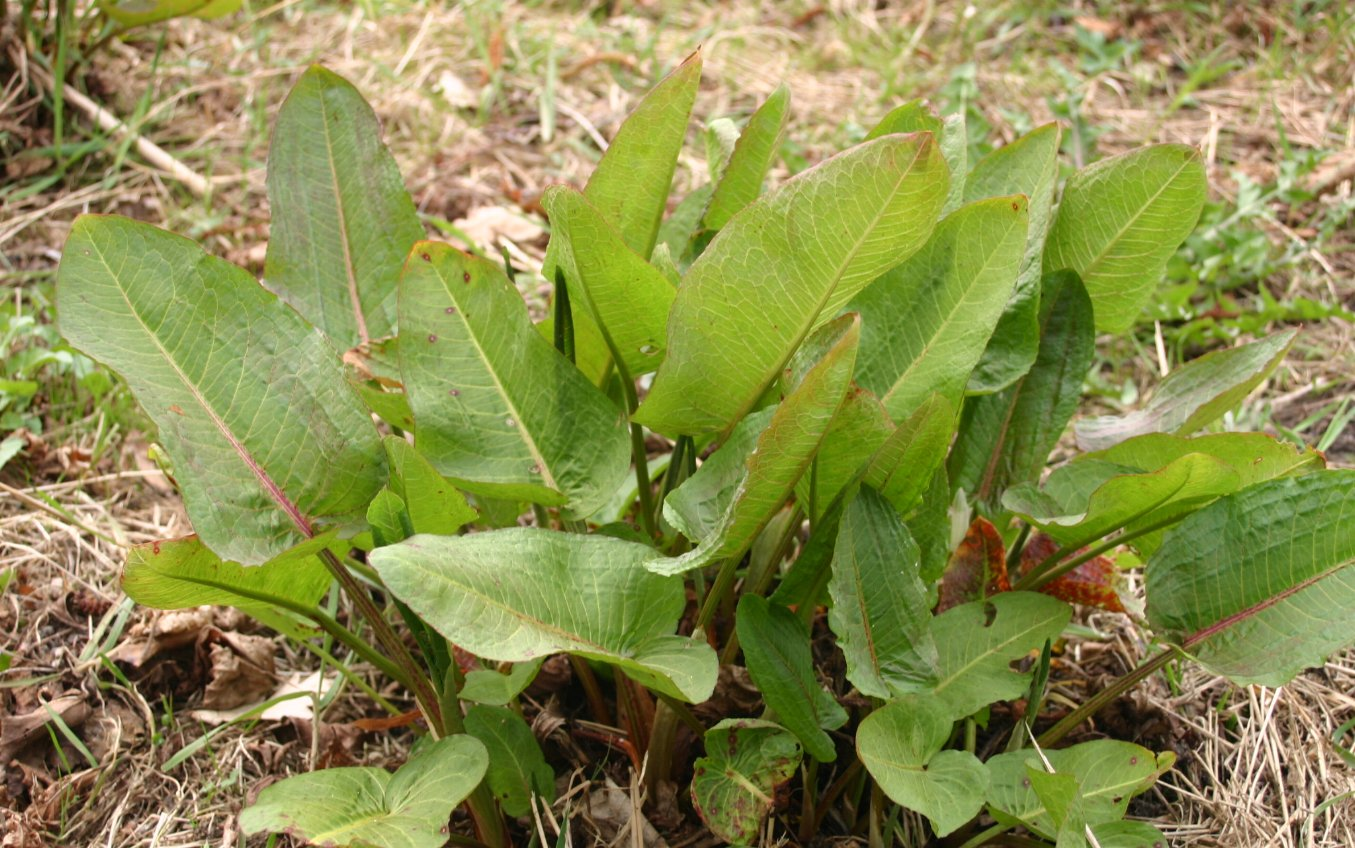
Bladrosett av Rumex obtusifolius.

## Arter
- Argentinsk skräppa (Rumex obovatus)
- Alpskräppa (Rumex alpinus)
- Bergsyra (Rumex acetosella)
- Dikesskräppa (Rumex conglomeratus)
- Finnskräppa (Rumex pseudonatronatus)
- Grässyra (Rumex graminifolius)
- Gårdsskräppa (Rumex longifolius)
- Hamnskräppa (Rumex triangulivalvis)
- Hästskräppa (Rumex aquaticus)
- Klippskräppa (Rumex bryhnii)
- Krusskräppa (Rumex crispus)
- Skogsskräppa (Rumex sanguineus)
- Sköldsyra (Rumex scutatus)
- Spenatskräppa (Rumex patientia)
- Stor ängssyra (Rumex thyrsiflorus)
- Strandskräppa (Rumex maritimus)
- Sumpskräppa (Rumex palustris)
- Tomtskräppa (Rumex obtusifolius)
- Trädgårdssyra (Rumex rugosus)
- Ungersk skräppa (Rumex stenophyllus)
- Vattenskräppa (Rumex hydrolapathum)
- Vippskräppa (Rumex confertus)
- Ängssyra (Rumex acetosa)

## Dottertaxa till Skräppsläktet, i alfabetisk ordning[1][3]
- Rumex abortivus
- Rumex abyssinicus
- Rumex accessorius
- Rumex acetosa
- Rumex acetosella
- Rumex acetoselliformis
- Rumex acutus
- Rumex aegyptiacus
- Rumex aetnensis
- Rumex akeroydii
- Rumex albescens
- Rumex alcockii
- Rumex alexidis
- Rumex algeriensis
- Rumex alpestris
- Rumex alpinus
- Rumex altissimus
- Rumex alveolatus
- Rumex amanus
- Rumex ambigens
- Rumex amurensis
- Rumex andinus
- Rumex angiocarpus
- Rumex angulatus
- Rumex angustifolius
- Rumex anisotyloides
- Rumex aquaticiformis
- Rumex aquaticus
- Rumex aquitanicus
- Rumex arcticus
- Rumex arcuatoramosus
- Rumex argentinus
- Rumex arifolius
- Rumex aristidis
- Rumex armenus
- Rumex armoraciifolius
- Rumex arnottii
- Rumex arpadianus
- Rumex atlanticus
- Rumex attenuatus
- Rumex aureostigmaticus
- Rumex azoricus
- Rumex balcanicus
- Rumex beringensis
- Rumex bidens
- Rumex bipinnatus
- Rumex bithynicus
- Rumex bolosii
- Rumex brachypodus
- Rumex brasiliensis
- Rumex brownei
- Rumex brownii
- Rumex bucephalophorus
- Rumex cacozelus
- Rumex caldeirarum
- Rumex californicus
- Rumex callianthemus
- Rumex carinthiacus
- Rumex castrensis
- Rumex caucasicus
- Rumex chalepensis
- Rumex chrysocarpus
- Rumex comaumensis
- Rumex confertus
- Rumex confusus
- Rumex conglomeratus
- Rumex conspersus
- Rumex corconticus
- Rumex cordatus
- Rumex coreanus
- Rumex cornubiensis
- Rumex costaricensis
- Rumex crispellus
- Rumex crispissimus
- Rumex crispus
- Rumex cristatus
- Rumex crystallinus
- Rumex cuneifolius
- Rumex cyprius
- Rumex darwinianus
- Rumex densiflorus
- Rumex dentatus
- Rumex digeneus
- Rumex dissimilis
- Rumex dolosus
- Rumex dregeanus
- Rumex drummondii
- Rumex dumosus
- Rumex elbursensis
- Rumex ellenbeckii
- Rumex ellipticus
- Rumex ephedroides
- Rumex erubescens
- Rumex evenkiensis
- Rumex exspectatus
- Rumex fallacinus
- Rumex fischeri
- Rumex flexicaulis
- Rumex flexuosus
- Rumex franktonis
- Rumex frutescens
- Rumex gangotrianus
- Rumex garipensis
- Rumex gemlikensis
- Rumex giganteus
- Rumex ginii
- Rumex gmelinii
- Rumex gracilescens
- Rumex graminifolius
- Rumex griffithii
- Rumex guaitecanus
- Rumex hastatulus
- Rumex hastatus
- Rumex heterophyllus
- Rumex hultenii
- Rumex hydrolapathum
- Rumex hymenosepalus
- Rumex inconspicuus
- Rumex induratus
- Rumex insularis
- Rumex interjectus
- Rumex intermedius
- Rumex jacutensis
- Rumex japonicus
- Rumex johannis-moorei
- Rumex kandavanicus
- Rumex kaschmirianus
- Rumex khorasanicus
- Rumex knafii
- Rumex knekii
- Rumex komarovii
- Rumex krausei
- Rumex lanceolatus
- Rumex lapponicus
- Rumex larinii
- Rumex lativalvis
- Rumex leptocaulis
- Rumex limoniastrum
- Rumex longifolius
- Rumex lorentzianus
- Rumex lousleyi
- Rumex lunaria
- Rumex madaio
- Rumex maderensis
- Rumex magellanicus
- Rumex maricola
- Rumex maritimus
- Rumex marschallianus
- Rumex melinkae
- Rumex mezei
- Rumex microcarpus
- Rumex mirabilis
- Rumex muellneri
- Rumex munshii
- Rumex mureti
- Rumex nebroides
- Rumex neglectus
- Rumex nematopodus
- Rumex nepalensis
- Rumex nervosus
- Rumex nivalis
- Rumex oblongifolius
- Rumex obovatus
- Rumex obtusifolius
- Rumex occidentalis
- Rumex occultans
- Rumex ogulinensis
- Rumex olympicus
- Rumex orbiculatus
- Rumex orthoneurus
- Rumex oryzetorum
- Rumex pakistanicus
- Rumex pallidus
- Rumex palustris
- Rumex papilio
- Rumex papillaris
- Rumex paraguayensis
- Rumex patagonicus
- Rumex patientia
- Rumex paucifolius
- Rumex paulsenianus
- Rumex persicarioides
- Rumex peruanus
- Rumex philpii
- Rumex pictus
- Rumex platyphyllos
- Rumex polycarpus
- Rumex ponticus
- Rumex popovii
- Rumex praecox
- Rumex pratensis
- Rumex promiscuus
- Rumex propinquus
- Rumex prusianus
- Rumex pseudoalpinus
- Rumex pseudonatronatus
- Rumex pseudopatientia
- Rumex pseudopulcher
- Rumex pulcher
- Rumex punjabensis
- Rumex rectinervis
- Rumex rhodesius
- Rumex romassa
- Rumex rosemurphyae
- Rumex roseus
- Rumex rossicus
- Rumex rothschildianus
- Rumex rugosus
- Rumex rupestris
- Rumex ruwenzoriensis
- Rumex sagittatus
- Rumex sagorskii
- Rumex salicifolius
- Rumex salisburgensis
- Rumex sanguineus
- Rumex sannineus
- Rumex schischkinii
- Rumex schlagintweitii
- Rumex schreberi
- Rumex schulzei
- Rumex scutatus
- Rumex sellowianus
- Rumex sibiricus
- Rumex similans
- Rumex simpliciflorus
- Rumex simulans
- Rumex skofitzii
- Rumex skottsbergii
- Rumex songaricus
- Rumex sorkhabadensis
- Rumex spathulatus
- Rumex spiralis
- Rumex stenoglottis
- Rumex stenophyllus
- Rumex steudelii
- Rumex subarcticus
- Rumex subdubius
- Rumex subtranianus
- Rumex subtrilobus
- Rumex suffruticosus
- Rumex talaricus
- Rumex tenax
- Rumex tenuifolius
- Rumex thyrsiflorus
- Rumex thyrsoides
- Rumex tianschanicus
- Rumex tmoleus
- Rumex togaensis
- Rumex tolimensis
- Rumex transbaicalicus
- Rumex transiens
- Rumex triangulivalvis
- Rumex trisetifer
- Rumex tuberosus
- Rumex tunetanus
- Rumex turcomanicus
- Rumex ucranicus
- Rumex ujskensis
- Rumex uludaghensis
- Rumex uruguayensis
- Rumex usambarensis
- Rumex weberi
- Rumex venosus
- Rumex verticillatus
- Rumex vesicarius
- Rumex vinealis
- Rumex violascens
- Rumex woodii
- Rumex yungningensis